# Castello di Stertignano
Il castello di Stertignano, denominato anche castello di Fondona, si trova su un'altura nella parte sud-occidentale del territorio comunale di Campagnatico (GR).

## Storia
Il castello venne edificato nel corso del Duecento dalla famiglia Aldobrandeschi, che lo controllò per circa un secolo, fino alla vendita effettuata nel corso del Trecento alla famiglia Orlandini.
Dopo un breve passaggio di proprietà in favore dei Cerretani, il complesso entrò nelle mire espansionistiche di Siena, venendo inglobato nel Quattrocento all'interno del territorio controllato dalla Repubblica di Siena.
A metà Cinquecento, la definitiva caduta di Siena consegnò il complesso fortificato ai Medici, sotto il Granducato di Toscana; nei secoli successivi, il complesso è rimasto sempre di proprietà privata.
Il castello si presenta come un complesso rurale nel quale sono ben evidenti le originarie strutture murarie medievali in pietra risalenti al castello duecentesco, che furono inglobate durante i lavori di ricostruzione settecentesca.
Del periodo medievale, rimangono anche alcuni tratti delle originarie mura difensive disposte attorno al complesso principale, costituito da due corpi di fabbrica addossati tra loro, di cui quello occidentale a pianta quadrata e leggermente rialzato rispetto al corpo di fabbrica orientale caratterizzato da una planimetria a sezione rettangolare.